# Tete Montoliu

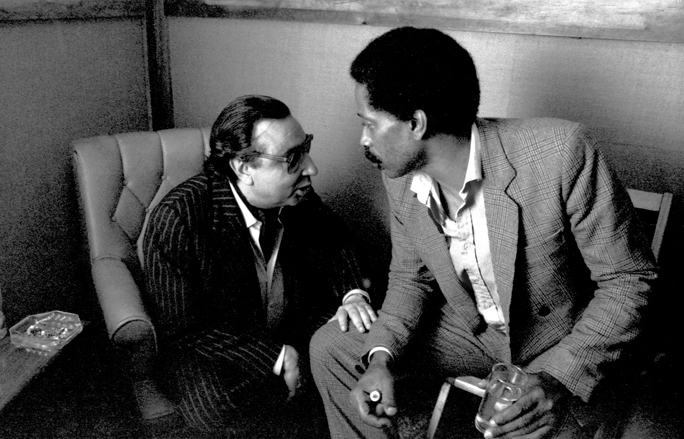
Tete Montoliu (links) mit Bobby Hutcherson (1984)

Tete Montoliu (* 28. März 1933 in Barcelona als Vicenç Montoliu i Massana; † 24. August 1997 ebenda) war ein spanischer Jazz-Pianist.

## Leben und Wirken
Montoliu, der von Geburt an blind war, interessierte sich schon als Kind für den Jazz. Nach seinem Klavierstudium spielte er 1947 mit Don Byas, der ihn mit dem Bebop bekannt machte. Er machte Aufnahmen mit Musikern in der Spannbreite zwischen Lionel Hampton, mit dem er auf Tournee durch Spanien und Frankreich ging (1956), Rahsaan Roland Kirk (1963), Anthony Braxton (1974) und der Flamenco-Sängerin Mayte Martín (1996). Regelmäßig engagierten Ben Webster und Dexter Gordon den Pianisten. Im Weiteren spielte er Duos mit Chick Corea, mit Jordi Sabatés und mit dem Saxophonisten George Coleman ein, die international bei der Kritik anerkannt waren. Seit den frühen 1960er Jahren arbeitete er auch in Dänemark und in Deutschland. 1968 holte ihn Kurt Edelhagen für Aufnahmen mit seiner Bigband nach Köln. 1967 und 1979 war er in den Vereinigten Staaten auf Tournee, musste aber seit dieser Zeit krankheitsbedingt kürzertreten.
Montoliu verfügte über eine exzellente Technik und war sowohl ausdrucksvoller Solist als auch integrativer Ensemblespieler.

## Lexikaliksche Einträge
- Ian Carr, Digby Fairweather, Brian Priestley: Rough Guide Jazz. Der ultimative Führer zur Jazzmusik. 1700 Künstler und Bands von den Anfängen bis heute. Metzler, Stuttgart/Weimar 1999, ISBN 3-476-01584-X.